# Kvaløya, Finnmark
Denna artikel handlar om Kvaløya i Hammerfests kommun. För Kvaløya i Tromsø kommun, se Kvaløya, Troms.
Kvaløya (nordsamiska: Fálá) är en ö på 336 kvadratkilometer i Hammerfests kommun i Finnmark fylke i norra Norge. Högsta punkten på ön är Svartfjellet med sina 630 meter över havet. Staden Hammerfest ligger på öns nordvästsida. Ön är sedan 1977 förbunden till fastlandet via Kvalsundsbron.
Ön består till största delen av skoglösa berg, men har också viss björkvegetation, till exempel Jansvannsskogen nära Hammerfest, som är en av världens nordligaste skogar. 
Kvaløya är ett viktigt område för renskötsel i Finnmark med omkring 1 800 djur på sommarbete.